# Roland Müller (football)
Pour les articles homonymes, voir Roland Müller (homonymie) et Müller.
Roland Richard Guaves Müller, abrégé Roland Müller, né le 2 mars 1988 à Cologne en Allemagne, est un footballeur international philippin, possédant également la nationalité allemande. Il évolue au poste de gardien de but au FC Amical St-Prex.

## Carrière

### En club
Roland Müller s'engage lors de l'été 2013 au Servette FC pour un an, plus deux en option. Il est prêté en janvier 2016 à l'Étoile Carouge jusqu'à la fin de la saison.
Durant l'été 2016, à la fin de son contrat, il s'engage avec le Ceres FC, aux Philippines.

### En sélection
Il joue pour la première fois sous le maillot de l'équipe des Philippines le 30 septembre 2011 lors d'un match amical contre Hong Kong.

## Statistiques
| Saison                | Club                     | Championnat           | Championnat | Championnat | Coupe(s) nationale(s) | Coupe(s) nationale(s) | Philippines | Philippines | Total | Total |
| Saison                | Club                     | Division              | M.          | B.          | M.                    | B.                    | M.          | B.          | M.    | B.    |
| 2010-2011             | MSV Duisbourg            | 2. Bundesliga         | 0           | 0           | 0                     | 0                     | -           | -           | 0     | 0     |
| 2011-2012             | MSV Duisbourg            | 2. Bundesliga         | 0           | 0           | 0                     | 0                     | 5           | 0           | 5     | 0     |
| 2012-2013             | MSV Duisbourg            | 2. Bundesliga         | 7           | 0           | 0                     | 0                     | 3           | 0           | 10    | 0     |
| Sous-total            | Sous-total               | Sous-total            | 7           | 0           | 0                     | 0                     | 8           | 0           | 15    | 0     |
| 2013-2014             | Servette FC              | Challenge League      | 29          | 0           | 1                     | 0                     | 5           | 0           | 35    | 0     |
| 2014-2015             | Servette FC              | Challenge League      | 18          | 0           | 1                     | 0                     | 3           | 0           | 22    | 0     |
| 2015-2016             | Servette FC              | Liga Promotion        | 5           | 0           | 0                     | 0                     | 1           | 0           | 6     | 0     |
| 2015-2016             | Étoile Carouge FC (prêt) | Liga Promotion        | 8           | 0           | -                     | -                     | -           | -           | 8     | 0     |
| Sous-total            | Sous-total               | Sous-total            | 60          | 0           | 2                     | 0                     | 9           | 0           | 71    | 0     |
| Total sur la carrière | Total sur la carrière    | Total sur la carrière | 67          | 0           | 2                     | 0                     | 17          | 0           | 86    | 0     |